# Glaciar Tyndall
El glaciar Tyndall (también llamado Geike) es uno de los mayores glaciares del campo de hielo Patagónico Sur. Está ubicado dentro de los límites del parque nacional Torres del Paine, Región de Magallanes. El glaciar tiene dos frentes, el principal de ellos está sobre el lago Geike. Al igual que su vecino, el glaciar Grey, ha retrocedido significativamente los últimos años.

Frente Glaciar Tyndall y Lago Geike. Septiembre 2021.